# Jean Feugereux
 (mai 2015).
Si vous disposez d'ouvrages ou d'articles de référence ou si vous connaissez des sites web de qualité traitant du thème abordé ici, merci de compléter l'article en donnant les références utiles à sa vérifiabilité et en les liant à la section « Notes et références ».
 Jean Feugereux , né le 25 septembre 1923 à Fresnay-l'Évêque (Eure-et-Loir), et mort le 3 février 1992 à Chartres, est un peintre paysagiste, aquarelliste, graveur et écrivain français.

## Biographie
Jean Feugereux est le petit-fils d'Alphonse Marré, et arrière-petit-fils de Léon-Louis Chapon (1836-1918).
Il voit le jour dans la ferme du château de Saint-Germain à Fresnay-l'Évêque en Eure-et-Loir, dans une famille de huit enfants.
Il est l'élève du peintre Raymond Renefer. Ses principales sources d'inspiration lui viennent de Beauce et de Bretagne. Il demeure à Corbeil-Essonnes de 1946 à 1950 où il est employé des Grands Moulins de Corbeil. Dès le tout début des années 60, Jean Feugereux s'inspire de l'œuvre et la vie de Charles Péguy.
Il est reçu par trois présidents de la République : Vincent Auriol en 1953, René Coty en 1957 et François Mitterrand en 1987 pour la sortie du livre La Terre d'Émile Zola.
Jean Feugereux est nommé directeur de l'école ABC de dessin (cours par correspondance) et est le président de  l'ADAGP.
Il est membre du Salon Comparaisons, dont il est trésorier dès la création, et du Salon des indépendants.
Anne et Jérôme Feugereux ses enfants, perpétuent la mémoire et l'œuvre de leur père. Il est possible de visiter son atelier privé dans l'ex-presbytère de Prasville en Eure-et-Loir.

## Œuvres
- Plus de 300 gravures au burin sur cuivre
- Une cinquantaine de gravures sur bois
- Environ 2 000 peintures à l'huile
- Des milliers d'aquarelles et de dessins

### Estampes
- Les Rochers de Saint-Guénolé, 1981, gravure.

### Livres d'artiste
- 1976, Lettres de Beauce, autoportrait d'un graveur, Alphons Marré, en feuilles sous emboîtage éditeur, non paginé, 6 gravures originales au burin, signées par l'artiste, 4 photographies de Daniel H. Feuillade, signées, fac-similé d'une lettre illustrée, tirage réalisé à moins de 100.
- 1982, Lettres de Beauce, Alphonse Marré, Fontenay-sur-Conie, réédition, 64 pages.
- 1989, Cuivre, écrits et paroles d'artistes, Nîmes, broché, véritable cuivre en couverture, 40 pages sur papier bouffant 90 grammes, impression couleurs cuivre, tirage numéroté  à 300 exemplaires avec les écrits de trente artistes contemporains.
- 1991, Gris bretons, Éditions Nanga, Le Guilvinec, 40 pages, illustré de gravures de l'artiste, édition originale tirée à 300 exemplaires sur Canson 120 grammes.  (ISBN 2-909152-04-9)
- 1991, La Dernière Moisson, Éditions Nanga[6], carnet d'aquarelles avec quelques pages de texte, broché sous jaquette couleurs avec 24 aquarelles en fac-similé, édition originale tirée à 50 exemplaires numérotés, avec une gravure originale.  (ISBN 2-909152-24-3)
- 1995, Ciels, écrits et peinture (1988-1991), Éditions Nanga, Saint-Guénolé, préface de Bernard Debré et Maurice Dousset, 126 pages illustrées en couleurs, texte de nombreux artistes.
- 1997, La Beauce, éditions Le Cherche midi, Paris, cartonnage sous jaquette, 128 pages, en couleurs, édition originale. Exemplaire de tête avec une gravure originale à 50 exemplaires.
- 2004, Derniers Écrits , Éditions Nanga, Erquy, tirage à quelques centaines d'exemplaires.
- 2005, Gris breton, éditions Jérôme Feugereux, Guiler-sur-Goyen, broché, 60 pages, 37 dessins, sur Arches 250 grammes rabats illustrés de 2 fac similé d'aquarelles en couleurs, tirage numéroté limité à 300 exemplaires.
- 2008, Paysan, réédition Nanga, 120 pages, nombreuses illustrations en noir et blanc et en couleurs.

### Ouvrages illustrés
- Jean-Louis Béchu, L'hostellerie des trois rois, Orléans, P. Lhermitte, 1960

- Émile Zola, La Terre, Chartres, Alphonse Marré, 1987
- Paul Vialar, La Farine du Diable, suivi de La Beauce, Chartres, J. Legué, 1989

## Salons
- 1946, Salon des indépendants
- 1950, Salon Comparaisons
- 1952, Salon de la Société nationale des beaux-arts
- 1952, Salon de Boulogne-Billancourt
- 1993, rétrospective[Où ?] « Hommage à Jean Feugereux » avec 25 œuvres (catalogue)

## Expositions

### Expositions personnelles
- 1961, hôtel de France, Chartres : « La route de Péguy »
- 1963, musée des Beaux-Arts, Chartres : « La dernière marche de Péguy »
- 1985, 27 avril-12 mai, à la Collégiale Saint-André de Chartres (catalogue)
- 1992, rétrospective à la Collégiale Saint-André de Chartres
- juin-août 1995 au château et musée de la poste d'Amboise (catalogue)
- 2008 « Jean Feugereux, paysan ! » Maison de la Beauce, Orgères-en-Beauce (catalogue)
- 15 janvier - 19 février 2010, Galerie Jacqueline Amiel à Saint-Quentin
- 2012 Maison de la Beauce, Orgères-en-Beauce
- 2016 (19 mars - 28 mai)  « Hommage à Jean Feugereux » à l'espace culturel de Janville
- Galerie Ernest Correleau[7] à Pont-Aven
- Galerie l'Art ancien à Orléans

### Expositions collectives
- Le pétrole vu par 100 peintres , Musée Galliera, Paris, octobre 1959 ; œuvre présentée :  Le Port pétrolier (Petit-Couronne)
- 1er Salon Biarritz - San Sebastián : École de Paris, peinture, sculpture, casino de Biarritz et Musée San Telmo, Saint-Sébastien (Espagne), juillet-septembre 1965.

## Hommages
Dans la toponymie d'Eure-et-Loir :
- Une salle municipale de Voves[8],[9]
- La salle de la mairie de Prasville
- Une rue de la commune de Toury[10]
- Un parc de Janville[11]
- Un square de Chartres[12]
- Une avenue du Coudray[13]